# Googol
Il googol (pronuncia inglese [ˈɡuːɡɒl], in italiano /ˈɡuɡol/) è il numero naturale composto da 101 cifre il cui nome sistematico, usando la scala di denominazione vigente in Italia, è dieci sediciliardi. La sua espressione in notazione decimale è la seguente:
10 000 000 000 000 000 000 000 000 000 000 000 000 000 000 000 000 000 000 000 000 000 000 000 000 000 000 000 000 000 000 000 000 000
Siccome scrivere un tale numero risulta complicato, è estremamente più comodo esprimerlo in notazione scientifica: 10100.
Espresso in notazione binaria è pari a circa 2332 e occupa 333 bit.

## Storia
Il termine googol è stato divulgato dal matematico statunitense Edward Kasner nel 1940 sul libro Matematica e immaginazione, per illustrare la differenza tra un numero enorme e l'infinito. Secondo Kasner il nome gli era stato suggerito estemporaneamente dal nipotino di nove anni Milton Sirotta (1911-1981); la prima occorrenza della parola, sempre da parte di Kasner, risale però al più tardi al 1937.
La somiglianza con la parola Google, nome del motore di ricerca posseduto dall'azienda alphabet.inc, non è casuale: Larry Page e Sergey Brin, i due fondatori dell'azienda, specificarono che Google era un errore accidentale di ortografia della parola "googol" e che il nome originariamente scelto per il motore di ricerca era proprio lo stesso del numero 10100, per indicare che il motore era destinato a fornire grandi quantità di informazioni. Nel 2004, i membri della famiglia di Kasner, che avevano ereditato i diritti sul suo libro, stavano valutando la possibilità di citare in giudizio Google per l'uso del termine "googol"; tuttavia, non è mai stata intentata alcuna causa.

## Grandezza
Un googol è approssimativamente pari a 70 fattoriale (per la precisione 70! è circa 1,198 googol). I suoi unici fattori primi sono 2 e 5, ciascuno presente 100 volte. È quindi esprimibile come {\displaystyle 2^{100}\times 5^{100}}.
In matematica il googol non ha un significato particolare, se non quello di essere utile per un confronto con altri numeri molto grandi. Il numero di particelle elementari nell'universo è stimato essere tra 1072 e 1087, il che significa che persino contando tutte le particelle esistenti nell'universo conosciuto non si raggiungerebbe che un miliardesimo di miliardesimo di un googol.
Solo usando la combinatoria ci si può avvicinare ad un googol, ad esempio il numero delle possibili partite a scacchi è circa 10123.
Un numero come il googol è decisamente inutile per misurare una qualunque grandezza reale; nonostante questo sono stati dati dei nomi anche a numeri più grandi, come il googolplex, il megistone o il numero di Graham.